# Be Papas
Be-Papas (ビーパパス, Bīpapasu, alternativament Bepapas i estilitzat com Be-PaPas) va ser un col·lectiu d'artistes i nom de ploma del col·lectiu fundat pel director d'anime Kunihiko Ikuhara amb el propòsit de crear projectes originals, el grup era conformat per Ikuhara, la mangaka Chiho Saito, l'animador i dissenyador de personatges Shinya Hasegawa, el guionista Yōji Enokido, i l'escriptor Yūichirō Oguro. Ikuhara va fundar Be-Papas en 1996 per a crear Utena, la noia revolucionària, un anime original que va concebre després de la seva sortida de Toei Animation, on va treballar com a director en la sèrie d'anime Sailor Moon. El grup també va crear una pel·lícula seqüela per a la sèrie l'any 1999, Utena, la noia revolucionària. Apocalipsi adolescent.
Be-Papas es va dissoldre després del llançament d'Utena, la noia revolucionària. Apocalipsi adolescent, però va continuar existint com a entitat corporativa fins a l'any 2001 per a publicar diversos projectes creats pels seus exmembres, específicament la sèrie de novel·les Schell Bullet escrites per Kunihiko Ikuhara i Mamoru Nagano l'any 1999, la sèrie de novel·les lleugeres Shonen Ou escrites per Hasegawa i Enokido, i la sèrie de manga de 2001 de Ikuhara i Saito World of the S&M.